# El Maíllo
El Maíllo là một đô thị ở tỉnh Salamanca, cộng đồng tự trị Castilla và Leon, Tây Ban Nha. Đô thị này có cự ly 72 km so với tỉnh lỵ Salamanca. Theo điều tra dân số năm 2003, đô thị này có 403 dân, trong đó có 212 nam giới và 191 nữ giới, diện tích là 46,27 km². Khu vực này nằm trên độ cao 985 m trên mực nước biển. Mã bưu chính là 37261.